# Kulpmont
Kulpmont és una població dels Estats Units a l'estat de Pennsilvània. Segons el cens del 2000 tenia 2.985 habitants.

## Demografia
Segons el cens del 2000, Kulpmont tenia 2.985 habitants, 1.338 habitatges, i 837 famílies. La densitat de població era de 1.226,1 habitants/km².
Dels 1.338 habitatges en un 22,6% hi vivien nens de menys de 18 anys, en un 49,5% hi vivien parelles casades, en un 9,5% dones solteres, i en un 37,4% no eren unitats familiars. En el 34,5% dels habitatges hi vivien persones soles el 20% de les quals corresponia a persones de 65 anys o més que vivien soles. El nombre mitjà de persones vivint en cada habitatge era de 2,22 i el nombre mitjà de persones que vivien en cada família era de 2,85.
Per edats la població es repartia de la següent manera: un 19,6% tenia menys de 18 anys, un 5,7% entre 18 i 24, un 25,3% entre 25 i 44, un 24,1% de 45 a 60 i un 25,3% 65 anys o més.
L'edat mediana era de 45 anys. Per cada 100 dones de 18 o més anys hi havia 87,1 homes.
La renda mediana per habitatge era de 29.263 $ i la renda mediana per família de 34.674 $. Els homes tenien una renda mediana de 26.679 $ mentre que les dones 22.075 $. La renda per capita de la població era de 16.033 $. Entorn del 6,7% de les famílies i el 9,8% de la població estaven per davall del llindar de pobresa.

## Poblacions més properes
El següent diagrama mostra les poblacions més properes.